# Come on Over (Jessica Simpson)
Come on Over è un singolo della cantante statunitense Jessica Simpson, pubblicato nel 2008 ed estratto dall'album Do You Know.
Il brano è stato coscritto da Jessica Simpson con Rachel Proctor e Victoria Banks.

## Tracce
- Download digitale

1. Come On Over – 2:54

## Video
Il videoclip della canzone è stato diretto da Liz Friedlander.